# Professor Layton and the Curious Village
Professor Layton and the Curious Village (レイトン教授と不思議な町, Reiton-kyōju to Fushigi na Machi)  is een puzzelavonturen videospel ontwikkeld door Level-5. Nintendo bracht dit spel op 7 november 2008 uit voor de Nintendo DS. Dit is het eerste Professor Layton-spel. Chronologisch gezien is dit het vierde spel in de hoofdserie.
Het spel bevat 135 puzzels die de speler moet oplossen. De allerlaatste puzzel is een klassieker, namelijk de Klotski, ook wel Red Donkey, L'âne rouge of Forget-Me-Not.

## Gameplay
The Curious Village is een avonturen/puzzelspel. De speler bestuurt professor Layton en zijn jonge assistent Luke. Gedurende het spel loopt de speler door het dorp St. Mystere, waar gezocht wordt naar de "Golden Apple". De speler kan met alle personages in het dorp praten of voorwerpen onderzoeken door erop te tikken (op het aanraakscherm). In veel gevallen vragen de personages aan Layton en Luke of ze een puzzel willen oplossen. Er zijn ook verborgen puzzels die alleen gevonden kunnen worden door de juiste voorwerpen te onderzoeken.
Er zijn veel verschillende soorten puzzels. Zo zijn er onder andere schuifpuzzels, logische puzzels en hersenkrakers. Elke puzzel is een bepaald aantal "picarats" waard. Deze picarats geven de moeilijkheidsgraad van de puzzel weer. De puzzels hebben geen tijdslimiet, waardoor alle tijd genomen kan worden om een puzzel op te lossen. Elke puzzel heeft drie hints die gekocht kunnen worden met "hintmunten". Het aantal hintmunten is echter beperkt; de speler begint met 10 munten en kan er daarna nog 190 in het dorp vinden door de omgeving te onderzoeken. Als de speler een antwoord invult en het antwoord is goed, krijgt de speler picarats en soms ook een voorwerp dat later gebruikt kan worden. Als het antwoord fout is, mag de puzzel opnieuw gedaan worden. Het aantal picarats neemt dan echter wel af. De speler kan ervoor kiezen om met de puzzel te stoppen. Dit heeft geen consequenties en de puzzel kan op elk gewenst tijdstip weer geprobeerd worden. Als de speler de puzzel heeft opgelost, komt deze in het puzzelregister te staan, waar alle opgeloste puzzels nog eens gedaan kunnen worden.

## Personages
Dit spel introduceert protagonisten professor Hershel Layton en zijn leerling Luke Triton en antagonist Don Paolo, die in een aantal vervolgdelen in de franchise terug zouden keren. Het verhaal draait voornamelijk om de erfenis van wijlen Augustus Reinhold, dat pas vrijgegeven wordt als de 'Golden Apple' (Gouden Appel) gevonden wordt. Na het overlijden van zijn vrouw Lady Viola woont hij tot zijn dood samen met Lady Dahlia, die als tweedruppels water op zijn eerste vrouw lijkt. Augustus Reinhold en Lady Viola blijken een dochter te hebben: Flora Reinhold. De professor neemt haar onder zijn hoede en in latere delen in de franchise vergezeld ze Layton en Luke tijdens hun avonturen. Inspecteur Chelmey is voor het eerst te zien in dit spel, maar dat blijkt Don Paolo in vermomming te zijn. De echte inspecteur is niet te zien in dit deel.

## Verhaal

### Synopsis
Het verhaal begint als professor Layton, een echte Engelse heer en beroemde archeoloog, met zijn leerling Luke op verzoek van de weduwe van een rijke baron naar het afgelegen dorp St. Mystere rijdt. Het testament van de baron geeft aan dat de familieschat, de Gouden Appel, ergens in het dorp verborgen is. De vinder erft het hele fortuin van Reinhold. De professor en Luke moeten het dorp doorzoeken naar aanwijzingen die naar het kostbare erfstuk leiden.

### Samenvatting

#### Het avontuur
Professor Layton en zijn leerling Luke rijden richting het dorpje St. Mystere, op verzoek van Lady Dahlia, de weduwe van de overleden baron Augustus Reinhold. De baron gaf in zijn testament aan dat degene die het mysterie van de Gouden Appel oplost het gehele fortuin van de baron zal erven. Enkelen hebben geprobeerd het mysterie op te lossen, maar allen faalden. Het duo betreedt het dorp, waar blijkt dat de meeste inwoners gesteld zijn op puzzels. Ze zien een grote toren in een deel van de stad waar niemand kan komen. 's Nachts horen ze vreemde geluiden vanuit de toren komen. Layton en Luke ontmoeten Lady Dahlia, familieleden Simon en Gordon en huisbedienden Ramon en Matthew. Voordat ze over het mysterie van de Gouden Appel kunnen praten, horen ze een luide explosie en vlucht Dahlia's kat Claudia de deur uit. Layton en Luke achtervolgen Claudia door de stad, terwijl ze onderweg puzzels oplossen. Ondertussen komt een onherkenbare kwaadaardige man in beeld die een dodelijk plan voorbereidt tegen Layton en Luke. Uiteindelijk lokt het duo Claudia met vis terug naar het landhuis. Als ze bij het landhuis aankomen, blijkt Simon te zijn vermoord. Inspecteur Chelmey is al bezig met het onderzoek. Aanvankelijk verdenkt hij het duo, maar door hun alibi laat hij ze gaan. Hij waarschuwt dat ze zich niet moeten bemoeien met het onderzoek naar de moord. Desondanks vertelt Matthew aan Layton over een klein tandwieltje dat hij naast het lichaam van Simon vond.
De nacht volgt. Terwijl Layton en Luke hun zoektocht naar de Gouden Appel vervolgen, zien ze dat Ramon wordt ontvoerd. Een vreemde man stopt Ramon in een grote zak. Het duo achtervolgt de man, maar ze zijn niet in staat hem te vangen. Wel vinden ze weer een klein tandwieltje, precies hetzelfde als de vorige. Tot hun verrassing is Ramon de volgende dag gewoon in het landhuis, alsof er niets is gebeurd. Het duo gaat verder met hun onderzoek naar het mysterie. Aanwijzingen van een onbekend meisje leidt hen uiteindelijk uit naar het verlaten pretpark van het dorp. Als ze het reuzenrad onderzoeken, komt de kwaadaardige man weer in beeld. Hij zorgt ervoor dat het reuzenrad los komt en achter Layton en Luke aan rolt. Het duo weet maar net te ontsnappen, waarna het reuzenrad tegen een gesloten gebouw botst. Ze passeren de opengebroken ingang en vinden een sleutel die dezelfde vorm heeft als de grote toren. Nadat ze zijn teruggekeerd naar het dorp, wordt ze verzocht door Chelmey om naar het landhuis te komen. Layton ontmaskert Chelmey, die een bedrieger blijkt te zijn. Het is Laytons aartsvijand Don Paolo, die zelf ook op zoek is naar de Gouden Appel. Hij is de kwaadaardige man die het reuzenrad op Layton en Luke afstuurde. Don Paolo vlucht voordat iemand hem kan pakken.

#### De ontknoping
De sleutel blijkt de weg naar de toren te openen. Er zit een slot in een grote muur, die open gaat als het duo de sleutel in het sleutelgat steekt. In de toren vinden ze Bruno, de man die Ramon ontvoerde. Dankzij Bruno ontdekt Layton de waarheid: alle inwoners van St. Mystere zijn robots, gemaakt door de baron en Bruno om iedereen die de Gouden Appel zoekt uit te dagen. Simon was niet dood, hij was kapot. Ramon werd niet ontvoerd, hij werd meegenomen om gerepareerd te worden. Na het mysterie van het dorp te hebben opgelost, gaan Layton en Luke naar de top van de toren. Eenmaal op het dak treffen ze tot hun verrassing een prachtig huis aan. Binnen wacht het onbekende meisje. Ze onthult zichzelf en het blijkt Flora Reinhold te zijn, de enige dochter van de baron. Zij is de Gouden Appel die beschermd wordt door de robots, omdat ze "haar vaders oogappeltje" was.
Slechts enkele ogenblikken na deze ontdekking komt Don Paolo terug in een vliegende machine. Met behulp van grote metalen bollen valt Don Paolo de toren aan. Luke weet te vluchten via de trap, maar deze stort meteen in en Layton en Flora blijven achter. Met behulp van verschillende voorwerpen maakt Layton een soort deltavlieger en brengt zichzelf en Flora in veiligheid terwijl de toren instort. Nadat zijn helikopter kapot gaat, zweert Don Paolo dat hij wraak zal nemen en gaat hij weg, waarna de drie het dorp veilig bereiken. Flora omhelst de professor en lacht, waarna een appelvormige moedervlek op haar schouder verschijnt. Als ze teruggaan naar het landhuis van Reinhold, realiseert Layton zich dat er nog meer schatten zijn dan Flora. Luke duwt zijn vinger door het portret van Flora op de plaats waar de appelvormige moedervlek ongeveer zit. Er blijkt daar een knop te zitten die een deur opent naar het echte fortuin van de baron: een kamer vol goud.
Een stemopname van de baron, bedoeld voor degene die het mysterie oplost, feliciteert Layton. De stem vertelt dat Flora de schat kan meenemen en dat als de schat wordt meegenomen, alle robots zullen stoppen met functioneren. Flora kiest ervoor om de schat niet mee te nemen, zodat de robots blijven leven zoals ze nu doen. Layton, Luke en Flora rijden zonder schatten weg van St. Mystere, waardoor de dorpelingen verder kunnen met hun leven.

#### Epiloog
Er verschijnt een afbeelding van Layton en Luke op een treinstation in beeld, met daarbij de tekst "to be continued". Dit is een fragment uit het vervolgspel Professor Layton en de Doos van Pandora.

## Trivia
- De eindcutscène van Professor Layton en de Erfenis van de Azran (2013) is hetzelfde als de begincutscène van Professor Layton and the Curious Village (2008). Dit komt doordat de games niet in chronologische volgorde zijn uitgebracht.
- Het spel is opgenomen in het boek 1001 Video Games You Must Play Before You Die van Tony Mott.